# Túnel de La Atalaya
El túnel de La Atalaya está ubicado bajo el monte de La Atalaya, en Laredo, (Cantabria, España).

## Historia

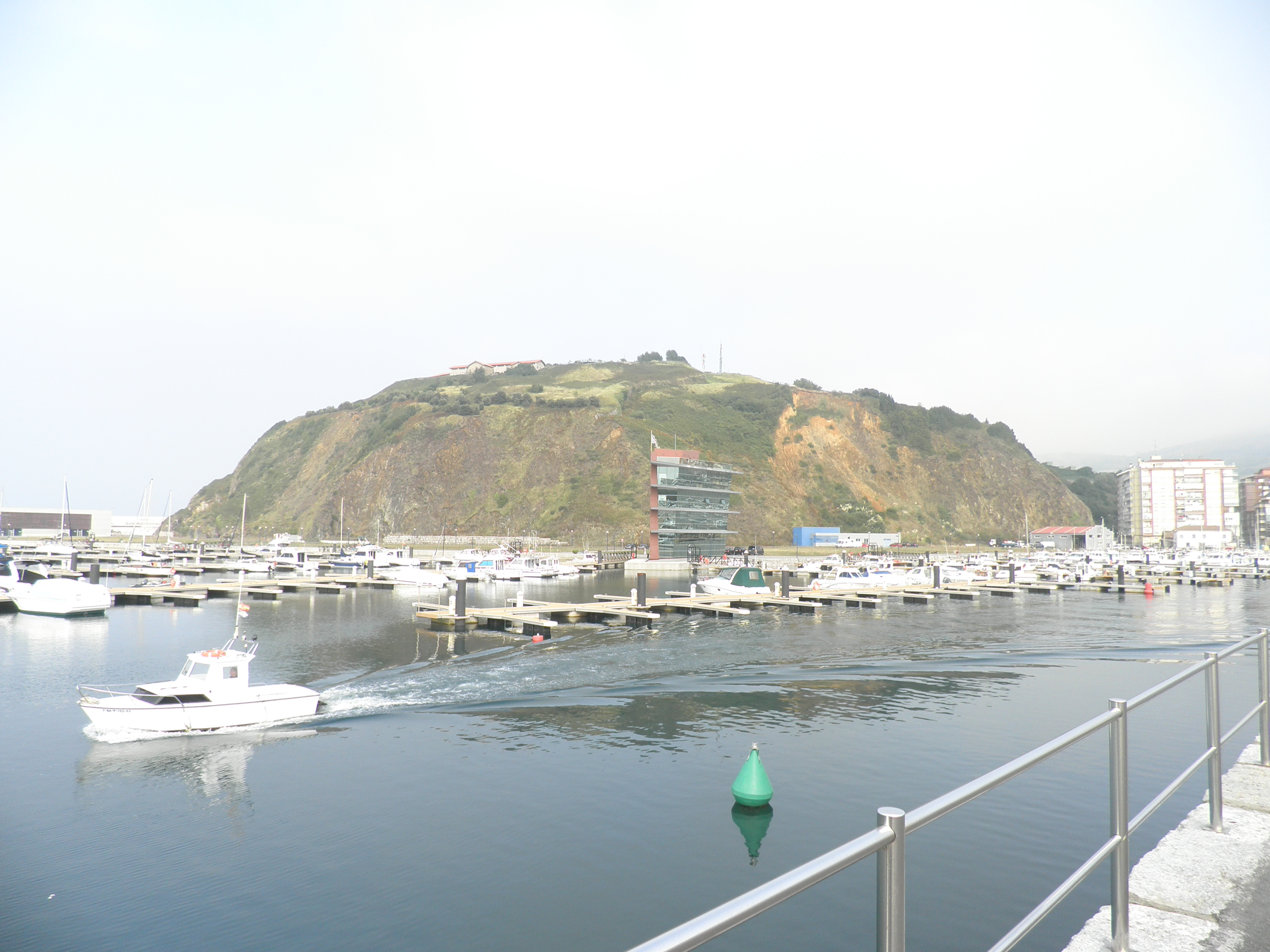
El túnel de La Atalaya atraviesa el monte homónimo.

Fue construido en 1863, con la finalidad de permitir la construcción del puerto de la Soledad al otro lado del monte, del cual quedan algunos restos de los espigones construidos, ya que las obras de construcción de esta infraestructura no fueron finalizadas, porque los temporales y galernas que se produjeron durante su levantamiento lo azotaron hasta destruirlo. Durante la Guerra Civil, se utilizó ocasionalmente como refugio por los ataques de la aviación.
Tiene una longitud de 221 metros, y al final del mismo encontramos el mirador del Abra, totalmente integrado en el medio natural, desde donde se puede contemplar el litoral de Laredo y acceder a pie a una zona de acantilado con una playa rocosa y de grava. El túnel fue reformado y abierto al público en 1999. Su uso es únicamente peatonal. Al final del trayecto, sobre la puerta de la boca del túnel, hay una figura de una Virgen.